# Moon Chang-jin
Đây là một tên người Triều Tiên, họ là Moon.
Moon Chang-jin (tiếng Hàn: 문창진; sinh ngày 12 tháng 7 năm 1993) là một cầu thủ bóng đá người Hàn Quốc thi đấu ở vị trí tiền vệ.

## Danh hiệu
Pohang Steelers
- Vô địch Cúp Quốc gia Hàn Quốc: 2012

U-19 Hàn Quốc
- Vô địch Giải vô địch bóng đá U-19 châu Á: 2012